# Chrášťany (district de Prague-Ouest)
Pour les articles homonymes, voir Chrášťany.
Chrášťany (en allemand : Chrastian, de 1939 à 1945 : Rohrfeld) est une commune du district de Prague-Ouest, dans la région de Bohême-Centrale, en République tchèque. Sa population s'élevait à 1 001 habitants en 2020.

## Géographie
Chrášťany se trouve à 14 km à l'ouest-sud-ouest du centre de Prague, à la limite administrative de la capitale.
La commune est limitée au nord par Chýně et Hostivice, à l'est par Prague, au sud par Jinočany et à l'ouest par Rudná.

## Histoire
La première mention écrite du village date de 1115.

## Transports
Chrášťany est bordé à l'est par la voie express R1 (périphérique de Prague) et le territoire de la commune est traversé d'est en ouest par l'autoroute D5, dont le point de départ est l'échangeur de Trebonice, situé à la limite de Chrášťany, sur le territoire de Prague.